# Bukit Timah (wijk)
Bukit Timah (Chinees: 武吉知马, Tamil: புக்கித் திமா) is een wijk of Planning Area in het noordwesten van de Central Region van de stadstaat Singapore. 
Bukit Timah is een residentiële woonwijk zo'n 10 km ten noordwesten van het stadscentrum van Singapore en kan beschouwd worden als een slaapstad. De wijk heeft minder dan andere wijken publieke huisvestingsprojecten en dan ook meer private woonprojecten. De gemiddelde woningsprijzen zijn ook hoger.
Het Bukit Timah Nature Reserve met daarin de Bukit Timah Hill zijn toeristische bestemmingen in de wijk.